# میلتون استنلی لیوینگستون
میلتون استنلی لیوینگستون (انگلیسی: M. Stanley Livingston؛ زاده ۲۵ مهٔ ۱۹۰۵ درگذشته ۲۵ اوت ۱۹۸۶) یک دانشمند اهل ایالات متحده آمریکا بود.